# Ulla Isaksson
Ulla Isaksson (Stoccolma, 12 giugno 1916 – Stoccolma, 24 aprile 2000) è stata una scrittrice svedese.

## Carriera
Ha scritto romanzi, racconti e sceneggiature in cui i temi principali sono i problemi delle donne, l'amore e il divino.
Sia come sceneggiatrice che come soggettista conta tre collaborazioni con Ingmar Bergman: Alle soglie della vita (1958); La fontana della vergine (1960); Il segno (1986).

## Premi
Nel corso della sua carriera ha ricevuto diversi premi tra cui lo Svenska Dagbladets litteraturpris nel 1952, il Göteborgs-Postens litteraturpris nel 1988, lo Stiftelsen Selma Lagerlöfs litteraturpris nel 1995, il Samfundet De Nios Särskilda pris nel 1999.

## Opere
- Trädet (1940)
- Ytterst i havet (1950)
- Kvinnohuset (1952)
- Dit du icke vill (1956)
- Klänningen 1959
- De två saliga (1962)
- Paradistorg (1973)
- FödelseDagen (1988)
- Boken om E (1994)

### In italiano
- Alle soglie della vita ("Nära livet", 1958, trad. it. 2004), Iperborea (ISBN 88-7091-124-1)